# Kim Bora
Kim Bo-ra (hangul: 김보라; rr: Gim Bo-ra; MR: Kim Pora; nascida em 3 de março de 1999) mais creditada como Bora (hangul: 보라), é uma cantora e atriz sul-coreana integrante do grupo feminino Cherry Bullet. Ela é mais conhecida por ter sido finalista do reality show da Mnet, Girls Planet 999.

## Carreira
Antes de seu debut com o grupo Cherry Bullet, ela apareceu em "Love Yourself: Her" do grupo BTS, ela interpretou a parceira do integrante V. Ela também fez uma breve aparição no drama de 2017: Girls' Generation 1979.

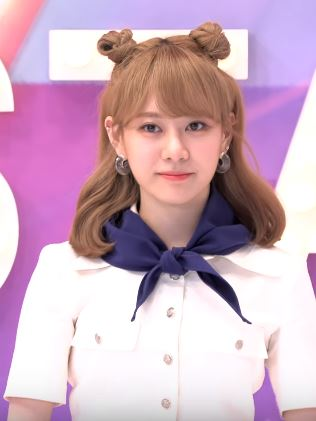
Bora em junho de 2019

Ela foi inicialmente revelada como membro do então próximo grupo feminino de onze membros da FNC Entertainment em 3 de outubro de 2017. Porém, a estreia do grupo foi adiada.
Bora fez sua estreia oficialmente como membro do novo grupo feminino da FNC Entertainment, Cherry Bullet, em 21 de janeiro de 2019, com o lançamento de seu primeiro single, Let's Play Cherry Bullet. No mesmo ano, ela participou do show V-1, porém foi eliminada no primeiro round após perder para High.D. do Sonamoo.
Em julho de 2021, foi anunciado que Bora iria participar do reality de sobrevivência da MNet, Girls Planet 999. Apesar de ter ganhado muita popularidade, ela foi eliminada no episódio final, ficando em 15° lugar. No mesmo ano ela apareceu no web drama Jinx.
Em outubro de 2022, ela participou do reality show Girls Reverse como a integrante virtual Jipsunhui. No entanto, ela foi eliminada no episódio final ficando em 7º lugar.
Em 2023, ela participou do reality show da Mnet, Queendom Puzzle, juntamente com Jiwon e Chaerin do Cherry Bullet. Ela foi eliminada no episódio 9, ficando em 20° lugar com um total de 249.489 votos.

## Discografia

### Aparições na trilha sonora
| Título                 | Ano  | Álbum                     |
| ---------------------- | ---- | ------------------------- |
| "Want It" (with Kisum) | 2021 | Almost Famous OST Part. 1 |
| "VLV (Viva La Vida)"   | 2022 | Amanhã parte OST. 6       |

### Créditos de composição
Todos os créditos as músicas são adaptados do banco de dados da Korea Music Copyright Association (KMCA).
| Ano  | Título                    | Artista       | Álbum          |
| ---- | ------------------------- | ------------- | -------------- |
| 2022 | "Where You At? (4:00 AM)" | Cherry Bullet | Listen-Up Ep.3 |
| 2023 | "Fly Away"                | Jipsunhui     | N/A            |
| 2023 | "A Winter Star"           | Cherry Bullet | Cherry Dash    |

## Filmografia

### Web series
| Ano  | Título        | Papel   | Notas | Ref.  |
| ---- | ------------- | ------- | ----- | ----- |
| 2020 | Almost Famous | Eunha   |       | [ 1 ] |
| 2021 | Jinx          | Jayeong |       | [ 2 ] |

### Séries de televisão
| Ano  | Título                | Papel | Notas | Ref.  |
| ---- | --------------------- | ----- | ----- | ----- |
| 2017 | Girls Generation 1979 |       | Cameo | [ 3 ] |

### Programa de televisão
| Ano  | Título           | Papel       | Notas           | Ref.        |
| ---- | ---------------- | ----------- | --------------- | ----------- |
| 2019 | V-1              | Concorrente |                 | [ 4 ] [ 5 ] |
| 2021 | Girls Planet 999 | Concorrente | Terminou em 15º | [ 6 ]       |
| 2023 | Girls Reverse    | Concorrente | Terminou em 7º  | [ 7 ]       |
| 2023 | Queendom Puzzle  | Concorrente | Terminou em 20º | [ 8 ]       |

### Aparições em videoclipes
| Ano  | Título da música  | Artista | Notas                                   | Ref.   |
| ---- | ----------------- | ------- | --------------------------------------- | ------ |
| 2017 | "Someone to Love" | Honeyst |                                         | [ 9 ]  |
| 2017 | "Love Yourse"     | BTS     | Apareceu como parceiro de V no destaque | [ 10 ] |